# Merry-sur-Yonne
Merry-sur-Yonne är en kommun i departementet Yonne i regionen Bourgogne-Franche-Comté i norra Frankrike. Kommunen ligger i kantonen Coulanges-sur-Yonne som tillhör arrondissementet Auxerre. År 2022 hade Merry-sur-Yonne 189 invånare.

## Befolkningsutveckling
Antalet invånare i kommunen Merry-sur-Yonne
| Referens: INSEE |